# Anatopynia boninensis
Anatopynia boninensis är en tvåvingeart som först beskrevs av Tokunaga 1964.  Anatopynia boninensis ingår i släktet Anatopynia och familjen fjädermyggor. Inga underarter finns listade i Catalogue of Life.